# Ratufa macroura
Ratufa macroura is een zoogdier uit de familie van de eekhoorns (Sciuridae). De wetenschappelijke naam van de soort werd voor het eerst geldig gepubliceerd door Pennant in 1769.

## Voorkomen
De soort komt voor in India en Sri Lanka.